# Тимелія-клинодзьоб світловола

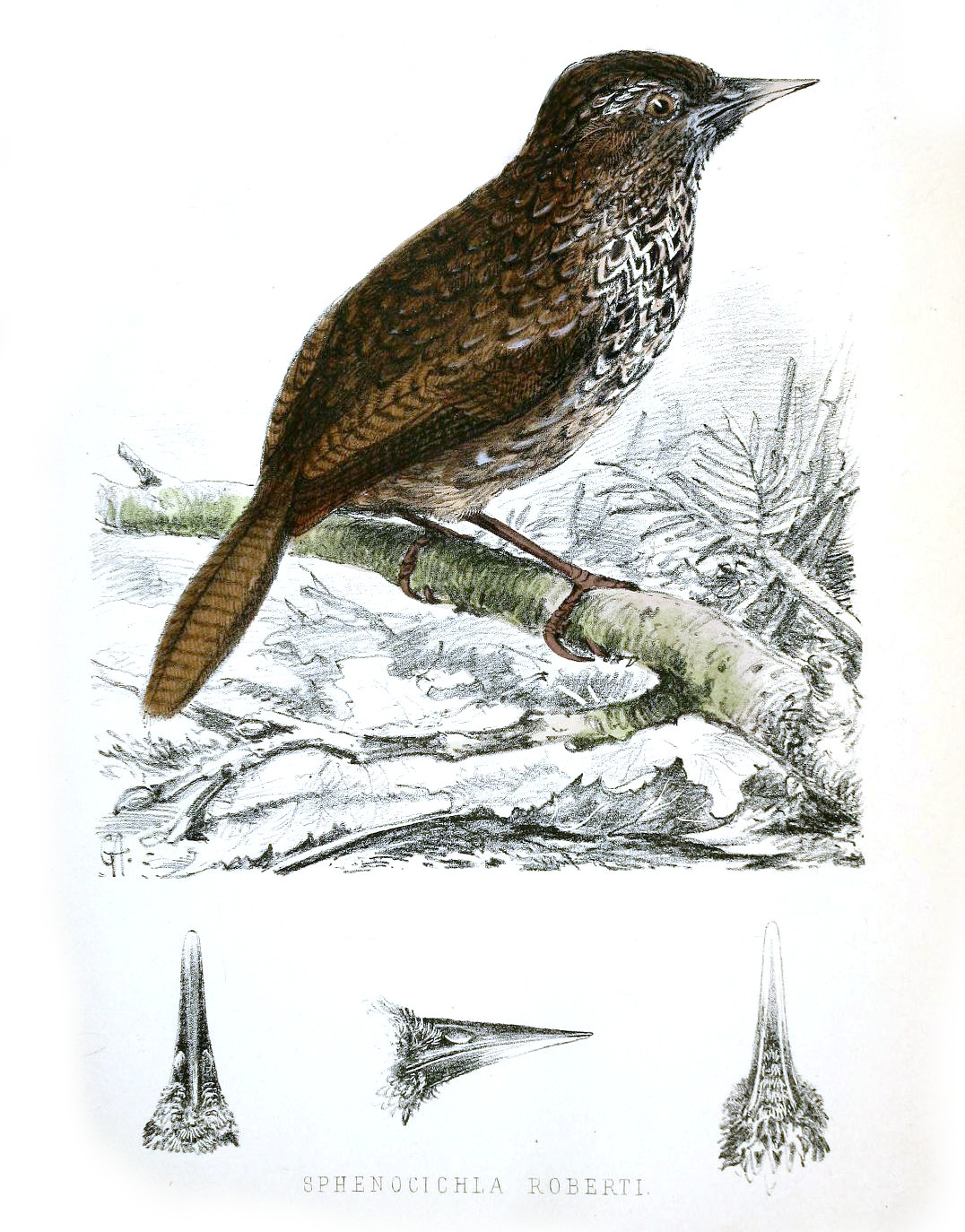
Світловола тимелія-клинодзьоб

Тиме́лія-клинодзьо́б світловола (Stachyris roberti) — вид горобцеподібних птахів родини тимелієвих (Timaliidae). Мешкає в Гімалаях. Раніше вважався підвидом чорноволої тимелії-клинодзьоба.

## Поширення і екологія
Світловолі тимелії-клинодзьоби мешкають у Північно-Східній Індії, північній М'янмі і на заході китайської провінції Юньнань. Вони живуть у вологих гірських і рівнинних тропічних лісах. Зустрічаються на висоті від 300 до 2010 м над рівнем моря, невеликими зграйками. Живляться комахами. Сезон розмноження триває в травні-червні. Гніздо являє собою подушку з моху, трави і корінців, розміщується на дереві. В кладці 4 білих яйця.

## Збереження
МСОП класифікує стан збереження цього виду як близький до загрозливого. За оцінками дослідників, популяція світловолих тимелій-клинодзьобів становить від 3500 до 15000 птахів. Їм загрожує знищення природного середовища.